# Sputnik 2

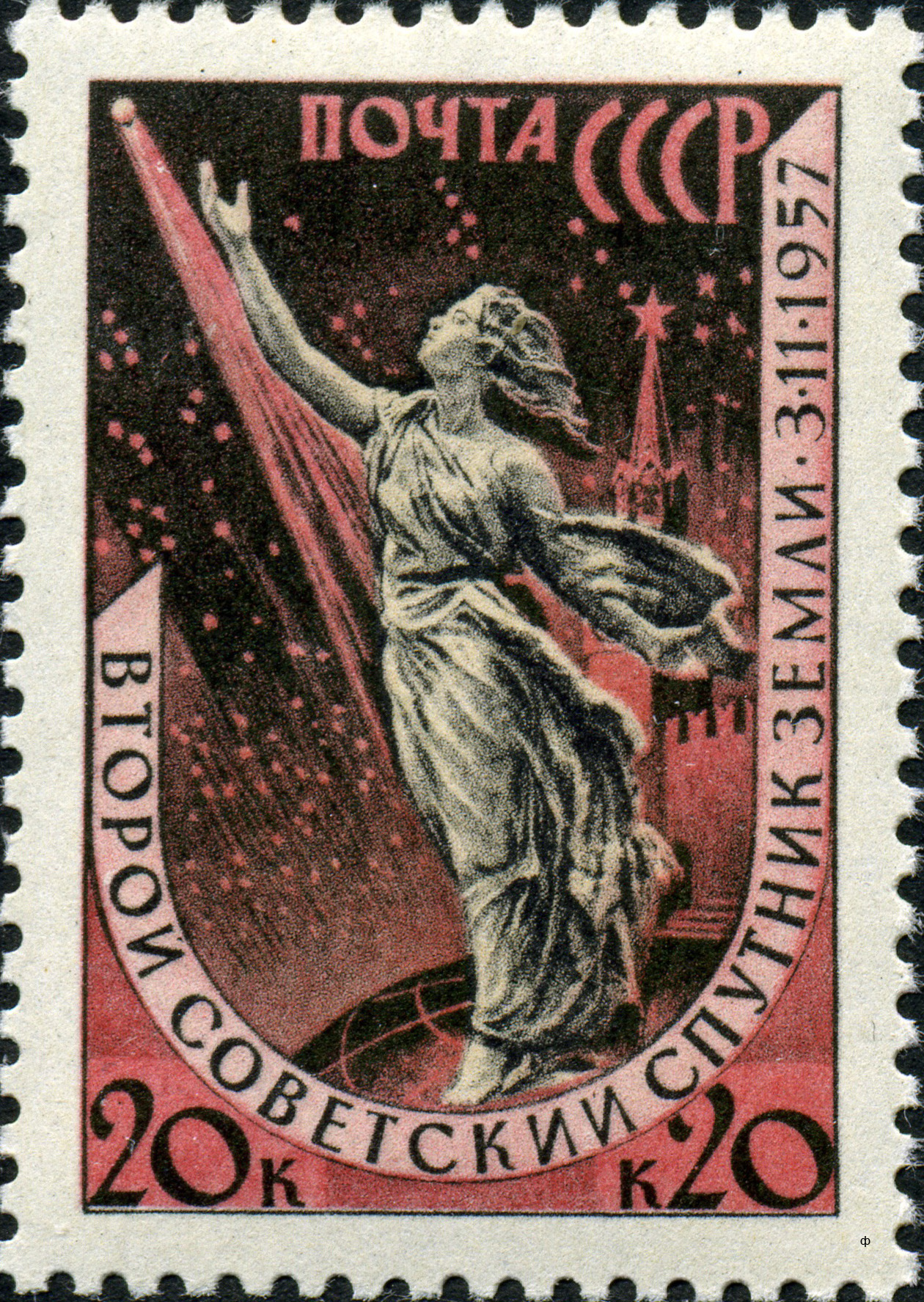
Frimärke från Sovjet, "Спутник-2"

Sputnik 2 (ryska: Спутник-2, Satellit 2) var den andra rymdfarkosten som sköts upp i Jordens omloppsbana och även den första med att bära en levande varelse, då en hund kallad Lajka befann sig i farkosten. Satelliten sköts upp den 3 november 1957 från Kosmodromen i Bajkonur.

## Konstruktion
Satelliten bestod av en fyra meter hög konformad kapsel med en största diameter på två meter. Kapseln vägde omkring 500 kg, men då den inte var gjord för att kunna frigöras från raketen som tog den upp till kapselns omloppsbana blev den totala vikten av kapsel och raket 7,79 ton. Den innehöll flera utrymmen för sändare, ett telemetrisystem och vetenskapliga instrument, en programmeringsenhet, samt system för att kontrollera temperatur och syre/koldioxidhalt i kabinen.
En separat sluten kabin gjordes för Lajka med en inre atmosfär som kontrollerades av en koldioxidabsorberande anordning , en syregenerator, en syreregulator och en fläkt som aktiverades när temperaturen i kabinen var högre än 15 grader Celsius. De livsuppehållande systemen och förnödenheterna för Lajka utformades för att klara en 7-dagars resa. Lajka kunde inte vända sig om i kabinen.

## Flygningen
Observationer strax efter uppskjutningen indikerade att Laika var orolig men vid god vigör, även om temperaturen i kapseln redan vid tredje varvet runt jorden hade stigit till 43 °C. Dataöverföringen upphörde att fungera efter fjärde varvet. Inledningsvis hävdades att hunden Lajka skulle överlevt första veckan. Flera decennier senare medgavs att hunden förmodligen bara överlevt några timmar innan den dog av alltför hög temperatur.

## Återinträde
Efter fem och en halv månad lämnade Sputnik 2 sin omloppsbana och brann upp när den återvände till jordens atmosfär den 14 april 1958. Lajka var då sedan länge död på grund av värmeslag och stress. Totalt hade Sputnik 2 tagit sig 2 570 varv runt jorden.